# Amaterska astronomija
Astronom amater je osoba koja se bavi astronomijom bez neke izravne novčane naknade, za razliku od profesionalca astronoma koji za isti posao dobiva plaću.  Astronomi amateri imaju jako važnu ulogu u astronomiji jer mnoge pojave ne prate profesionalni astronomi zbog silne veličine neba kao i zbog nedostatka opreme i financija. Mnogi amateri uspjeli su otkriti planete, asteroide, komete ili supernove i s time su u mnogome doprinijeli astronomiji.

## Osnove orijentacije među zvijezdama
Pogled na nebo otkriva mnoga nebeska tijela. Sjajem se ističu Sunce i Mjesec. Kao sjajne objekte zapažamo i planete. Svjetlost Mjeseca i planeta nije vlastita, već odražena svjetlost Sunca. Noćno nebo puno je zvijezda. Na svakoj polutki (sjeverna i južna polutka) vidi se po nekoliko tisuća zvijezda. Prostornim razmještajem i različitim sjajem zvijezde oblikuju osobite skupine koje se nazivaju zviježđa ili konstelacije. Čitavu nebesku sferu dijelimo u 88 zviježđa. Zvijezde su mnogo udaljenije od nas nego Sunce. Najbliža zvijezda nekoliko je tisuća puta dalje od posljednjeg planeta. Zvijezde se gibaju, no zbog velikih udaljenosti njihova je gibanja teško zapaziti, pa nam se čini da ne mijenjaju mjesto, da se ne pokreću jedne prema drugima. Zbog te prividne stalnosti ljudi su ih nazivali zvijezdama nekretnicama ili stajaćicama. 
Na dijelu neba vidi se svijetla pruga prozvana Mliječni put. Pruga opasuje čitavu nebesku sferu. Tek teleskop otkriva da se Mliječni put sastoji od zvijezda. Danas znamo da praktički sve što golim okom vidimo pripada jednom zvjezdanom sistemu, Galaktici. Duljina je Galaktike tolika da prelazak svjetlosti s kraja na kraj Galaktike traje više od 100 000 godina. Izvan naše galaktike, na udaljenostima odakle svjetlost pristiže nakon stotina tisuća i više milijuna godina, nalaze se druge galaktike. 
Na zvjezdanoj pozadini neba, poput svijetlih pločica, gibaju se planeti. Riječ planet je starogrčkog porijekla i znači lutalica. Planeti zamjetno izmijene položaj u roku od svega nekoliko dana, pa lutaju od zviježđa do zviježđa. Ne moramo, međutim, čekati dugo da bismo ustanovili što je planet, a što zvijezda. Golo oko zamjećuje da svjetlost zvijezde titra ili svjetluca (scintilira), a svjetlost planeta ne. Razlika je u tome što su zvijezde zbog velike udaljenosti točkasti izvori svjetlosti, pa im tanašna zraka prolaskom kroz Zemljinu atmosferu, koja je uvijek nemirna, neprestano mijenja smjer. Planeti imaju vidljiv krug te od velikog broja zraka koje polaze s tog predmeta njih mnogo uvijek dospijeva u naše oko.

### Sjevernjača ili Polarna zvijezda
Raspored zvijezda prikazuje se na zvjezdanim kartama i u atlasima, a položaj im se zapisuje u katalozima. Da bismo se snašli među zvijezdama, najprije određujemo položaj sjevernog nebeskog pola, mjesta kroz koje na nebeskom svodu prolazi Zemljina os vrtnje. Na tom se mjestu praktički smjestila zvijezda Sjevernjača ili Polarna zvijezda. Na 45° sjeverne geografske širine sjeverni se nebeski pol nalazi 45° iznad obzora (horizonta). Nebeska tijela izlaze na istočnom obzoru i tijekom noći u vidnom nam se polju nađu različita zviježđa. Također, različita zviježđa vidimo u drugo godišnje doba jer se mijenja položaj Zemlje prema Suncu i zvijezdama. Zemlja neprestano obilazi oko Sunca. Zato noćno nebo nazivamo po godišnjim dobima: jesenskim, zimskim, proljetnim i ljetnim. 

### Cirkumpolarne zvijezde
Neke zvijezde vidimo uvijek iznad obzora: to su cirkumpolarne zvijezde, smještene oko sjevernog nebeskog pola. Druge zvijezde izlaze i zalaze. Zvijezde koje uopće ne vidimo (jer ih prividna vrtnja neba naprestano vodi ispod obzora jesu anticirkumpolarne zvijezde). Dobro je odmah pronaći neka cirkumpolarna zviježđa, jer su uvijek iznad obzora, pa će se pomoću njih lakše pronaći i ona zviježđa koja zalaze i izlaze. Sjevernjača se pronalazi pomoću Velikog medvjeda! Razmak između zvijezda Meraka i Dubhea u Velikom medvjedu treba produžiti otprilike za 5 puta da bismo stigli do Sjevernjače. Nastavimo li istim smjerom od Sjevernjače dalje, naići ćemo na zvijezde koje oblikuju slovo W, a to je zviježđe Kasiopeje, čiji se lik lako pamti i potom lako nalazi.

### Zimski šesterokut
Zviježđe Orion najbolje se vidi zimi i spada u zviježđe zimskog neba. Za orijentaciju vrlo je zgodno pronaći Zimski šesterokut, mnogokutnik što ga čine najsjajnije zvijezde iz 6 zviježđa; zvijezde su Rigel, Sirius, Procion, Kastor s Poluksom, Kapela i Aldebaran. Zvijezde opasuju područje u kojemu se kriju ne samo ljepote, već i veoma zanimljiva fizička tijela. Posred tog područja prolazi svijetla pruga Mliječnog puta.

### Zodijak ili životinjski krug
Zodijak ili životinjski krug čine 13 zviježđa kroz koje Sunce prividno prolazi tijekom godine. Ustvari, kako Zemlja obilazi oko Sunca, promatrač na Zemlji mora zapaziti Sunce u nekom mjestu na nebu, koje se naziva zodijak. Pojas zodijaka sastoji se od 13 zviježđa (osim 12 zviježđa po kojima su nazvani astrološki znakovi, tu je i trinaesto zviježđe Zmijonosac): Djevica, Vaga, Škorpion (Štipavac), Zmijonosac, Strijelac, Jarac, Vodenjak, Ribe, Ovan, Bik, Blizanci, Rak i Lav. Imena su većinom životinjska, otuda pojasu i opći naziv. Prije nego što je bio prihvaćen Kopernikov heliocentrični sustav ljudi su smatrali da se Sunce stvarno giba zodijakom. Područjem zodijaka gibaju se i planeti. Dakako, i to je gibanje prividno, nastalo slaganjem stvarnih gibanja Zemlje i planeta. Planeti se ne gibaju točno po ekliptici zato što se njihove vlastite staze oko Sunca ne nalaze u ravnini Zemljine staze, no razlike nisu baš velike. Projekcija planeta na nebeski svod izvodi složeno gibanje koje može biti u obliku petlje. Svi planeti obilaze oko Sunca u istom smjeru, no Zemlja ih pretječe ako su dalje od Sunca, a zaostaje za njima ako su bliže Sunca. Mjesečeva putanja također prolazi područjem zodijaka, no otklanja se dalje od ekliptike nego planeti.

## Promatranje neba dalekozorom
Pretragu neba uvijek počinjemo bez dalekozora. Međutim, već će mali dalekozor pokazati mnogo više detalja. Za potrebe astrognozije najpogodniji je lovački, odnosno vojnički dvogled 10 x 50 (kutno povećanje 10 puta, promjer objektiva 50 mm). Dobar dvogled lako se prilagođuje svakom promatraču (navodi se na razmak zjenica i na dioptrije promatrača), a lako se i brzo uperi u bilo koji dio neba. Prednost mu je i veliko vidno polje. Nedostatak je složena optika, uz prizmu za totalnu refleksiju. U optičkom sistemu s više dijelova svjetlost se višestruko rasipa i gubi, a opada i kontrast. Zbog nestabilnosti svaki dvogled treba osloniti na stalak. Napredniji amater astronom upotrebljava refraktorski teleskop s objektivom promjera od 70 do 80 mm i sa žarišnom duljinom od 0,6 do 0,8 m. Teleskop treba imati više okulara (kutna povećanja 25, 50 i 100 puta).

### Prividna zvjezdana veličina ili magnituda
S pomoću teleskopa zapažamo zvijezde koje golim okom ne bismo vidjeli. Prihvaćajući običaj još od antike, zvijezde se prema sjaju razvrstavaju u prividne zvjezdane veličine, odnosno kraće, u veličine ili magnitude (znak: m). Zvijezde vidljive golim okom dijelile su se u 6 magnituda. Najsvjetlije zvijezde bile su prve magnitude (m = +1), a najtamnije šeste magnitude (m = +6), što je granica ljudske moći opažanja (bez pomoći teleskopa). U običnim atmosferskim uvjetima vedra neba normalno oko primjećuje zvjezdicu pete magnitude. U boljim uvjetima zapaža se i zvijezda šeste magnitude. Na primjer zvijezda četvrte magnitude je oko 2,5 puta sjajnija od zvijezda pete magnitude, a zvijezda pete magnitude je oko 2,5 puta sjajnija od zvijezda šeste magnitude. Točnije iskazano, osvjetljenosti koje daju zvijezde čije se magnitude razlikuju za jedinicu odnose se kao 2,512.
Na našem nebu najsjajnije su zvijezde Arktur, Vega, Kapela i Rigel, koje su nulte magnitude, a još je sjajniji Sirius, čiji je m = - 1,4. Budući da sjajnije zvijezde opisujemo manjom brojkom, idući po brojnom pravcu veličina, zalazimo u područje negativnih brojeva. Ima još i sjajnijih objekata. Kada je najsjajnija, Venera ima magnitudu m = - 4,4, Mjesec m = - 13,6, a Sunce m = - 26,7. Izvježbano oko razaznat će u manjim skupinama zvijezda razliku u magnitudi od 0,1 veličine. Prividna zvjezdana veličina ili magnituda opisuje svjetlost nebeskog tijela kao neposredne pojave na nebu, a ne mjeri ni tjelesnu veličinu ni stvaran tok svjetlosti koji napušta zvijezdu. 
Objektiv teleskopa prihvaća tok svjetlosti razmjeran svojoj površini. Koliko je puta površina objektiva veća od površine očne zjenice toliko puta veći tok svjetlosti prođe kroz objektiv. Zato teleskopom vidimo zvijezde slabijeg sjaja nego golim okom. Površina objektiva razmjerna je kvadratu promjera objektiva, pa je kvadratu promjera razmjerna i prihvaćena svjetlost. U idealnom slučaju, kada je teleskop odlične izrade, a Zemljina atmosfera čista i prozirna, vidjet će se najslabije zvijezde ovisno o promjeru objektiva, kako to pokazuje sljedeća tablica:
| promjer objektiva (mm) | 30 | 50  | 80  | 125 | 200 |
| ---------------------- | -- | --- | --- | --- | --- |
| prividna magnituda m   | +9 | +10 | +11 | +12 | +12 |

Podaci iz tablice odgovaraju činjenici da oko, kojemu leća ima promjer 8 mm, vidi zvijezdu šeste magnitude (m = +6). Idealni se slučaj ne susreće često pa će se u stvarnosti primjetljiva zvijezda razlikovati za jednu do dvije veličine. Na primjer, teleskopom promjera 80 mm vidjet ćemo obično zvijezde magnitude m = +10. Najveći teleskopi bilježe zvijezde m = +24 ili m = +25, ali uz pomoć fotografskih ploča koje se dugo izlažu svjetlosti, ili uz pomoć modernih fotoelektričnih i poluvodičkih detektora svjetlosti. Svojstvo teleskopa da prihvaća određeni tok svjetlosti naziva se svjetlosna moć.

### Moć kutnog razlučivanja teleskopa
Uz svojstvo dalekozora kao sabirača svjetlosti drugo važno svojstvo odnosi se na uočavanje detalja. Moć kutnog razlučivanja teleskopa određena je najmanjim kutnim razmakom između dva točkasta, zvjezdolika objekta koja se još vide razdvojeno. Moć razlučivanja poboljšava se s veličinom objektiva. Pravilo je da je najmanji kutni razmak dviju zvijezda koje se još vide odvojeno obrnuto razmjeran promjeru objektiva. Motrimo li na dvije jednako sjajne zvijezde, vidjet ćemo ih odvojeno ako se nalaze bar na kutnom razmaku zapisanu u sljedećoj tablici:
| promjer objektiva (mm)        | 30 | 40 | 50   | 60 | 80   | 100 |
| ----------------------------- | -- | -- | ---- | -- | ---- | --- |
| kutni promjer (kutna sekunda) | 4" | 3" | 2,5" | 2" | 1,5" | 1"  |

Opet su prikazani podaci za astronomski teleskop najveće kakvoće. Bit će teško ugledati dvojne zvijezde koje su rastavljene neku kutnu sekundu više nego što je zapisano u tablici. Prizmatični dvogled teško razdvaja kut manji od 20”. Također, teže ćemo ugledati odvojeno dvije zvijezde koje su izrazito različita sjaja jer će jedna zabljesnuti drugu.

### Veličina slike teleskopa
Pri promatranju planeta i drugih nebeskih tijela koji pokazuju površinu važna je veličina slike što je stvara teleskop. Ta veličina ovisi o žarišnoj duljini objektiva f i o kutnom promjeru objekta na nebu (prividni promjer). Svaki predmet koji na nebu vidimo pod kutom od 1° imat će sliku u žarišnoj ravnini objektiva veliku otprilike:
f / 60
Predmet kojemu je kutni promjer 1”, imat će sliku u žarišnoj ravnini objektiva veliku:
f / 2 x 105
Predmet nekog drugog kutnog promjera imat će sliku čiju veličinu dobivamo kada prethodne izraze pomnožimo kutnim promjerom u stupnjevima (u prvom slučaju), odnosno u kutnim sekundama (u drugom slučaju). Budući da planeti imaju kutne promjere od kojih 10” do 60", moraju se promatrati s povećanjem.

### Fotografiranje uz pomoć teleskopa
Fotografiranje s pomoću teleskopa provodi se na dva načina.
- Jedan je bez povećanja pri čemu objektiv teleskopa služi umjesto objektiva fotoaparata. Na teleskop se umjesto okulara ugradi fotoaparat, kojemu se prethodno skine objektiv, film fotoaparata mora se pritom nalaziti u žarišnoj ravnini teleskopskog objektiva.
- Drugi je s povećanjem pri čemu se fotoaparat postavlja na okularni dio teleskopa zajedno sa sistemom leća za povećanje.

Pri dužim izlaganjima fotografske emulzije svjetlosti svemirskih izvora teleskop se mora pokretati satnim mehanizmom za automatsko praćenje dnevnog gibanja neba, tako da slika nebeskog tijela pada uvijek na isto mjesto na filmu. Opažanje Mjeseca najjednostavnije je. Za vizualno proučavanje pogodan je svaki dalekozor, prizmatični dvogled ili astronomski teleskop, koji povećava od 10 do 30 puta. Dobri snimci dobivaju se već s pomoću fotoaparata s teleobjektivom.

## Opis nekih objekata
Najzanimljivija nebeska tijela su dvojne (dvostruke) i višestruke zvijezde, jata ili skupovi zvijezda (otvoreni skup, kuglasti skup i drugo) i maglice, a veliki je uspjeh kada se ustanovi da je neka zvijezda promjenjiva (mijenja sjaj). Uspijemo li pak vidjeti naglu provalu sjaja zvijezde, otkrili smo novu zvijezdu ili supernovu. Ne jednom astronomu amateru posrećilo se da otkrije takvu zvijezdu. 

### Cirkumpolarna zviježđa
Neke zvijezde vidimo uvijek iznad obzora: to su cirkumpolarne zvijezde smještene oko sjevernog nebeskog pola. Cirkumpolarna zviježđa na našim zemljopisnim širinama jesu zviježđa Velikog i Malog medvjeda, Kasiopeje, Cefeja, Zmaja, Žirafe i Risa.

### Zviježđa jesenskog neba
Zviježđa jesenskog neba u našim su krajevima Pegaz, Andromeda, Ovan i Ribe, a niže pri obzoru (horizontu) su Jarac, Vodenjak i Kit.

### Zviježđa zimskog neba
Zviježđa zimskog neba smatraju se najljepšim dijelom zvjezdanog neba. Ovdje se nalaze Orion, Veliki pas, Mali pas, Blizanci, Kočijaš, Bik, Perzej i još neka zviježđa.

### Zviježđa proljetnog neba
Zviježđa proljetnog neba jesu Lav, Volar, Djevica i Sjeverna kruna te kasnije prema ljetu Vaga. Taj dio neba siromašniji je zvijezdama od zimskoga, ali ni njemu ne manjka zanimljivih nebeskih tijela. 

### Zviježđa ljetnog neba
Zviježđa ljetnog neba iako ne dostižu bogatstvo Zimskog šesterokuta ipak okupljaju zanimljiva zviježđa, a to su: Herkul, Lira, Labud (Sjeverni križ), Orao, Dupin, Škorpion i Strijelac.

## Opažanje planeta

### Međusobni razmještaj planeta
Vidljivost planeta ovisi o njihovu položaju u Sunčevu sustavu prema Zemlji. Donji ili unutarnji planeti (koji su bliže Suncu od Zemlje) nalaze se u gornjoj konjukciji kada su na stazi točno suprotno, dalje, s druge strane Sunca, a u donjoj konjukciji kada su u smjeru Sunca, ali s njegove bliže strane. U vrijeme između dviju uzastopnih gornjih konjukcija (ili dviju uzastopnih donjih) ti planeti prolaze kroz sve faze, slično Mjesecu. No vrijeme kada ih možemo promatrati ograničeno je. Uvijek su blizu Sunca, s nevelikim kutnim otklonom (elongacijom). Najveća elongacija Merkura je 28°, a Venere 48°. Iz naših krajeva vide se ili ujutro prije izlaska Sunca ili uvečer poslije zalaska Sunca, a ne možemo ih vidjeti u ponoć.
Gornji ili vanjski planeti (oni koji su dalje od Sunca no što je Zemlja) mogu se naći u konjukciji, opoziciji i kvadraturi. Promatrati ih je najpogodnije u opoziciji jer je tada planet najbliži Zemlji. Javljaju se i posebno povoljne velike opozicije kada je planet zbog položaja na izduženoj stazi Zemlji najbliže. O kutu pod kojim se vidi tijelo planeta ovisi kako ćemo ih vidjeti i na njima razaznati detalje. Najveće kutne promjere postižu Venera i Jupiter, dok se ostali planeti vide mnogo manji. Planeti se svake godine ne vide u istim položajima. Stoga podatke o položajima moramo potražiti u godišnjacima i prirodoslovnim časopisima koji objavljuju skice trenutnih planetnih staza. Jednaki međusobni razmještaj planeta, Sunca i Zemlje ponavlja se u ritmu sinodičkih godina planeta.

### Postupci opažanja
Planeti se opažaju vizualno ili se snimaju, a svaki postupak ima i prednosti i nedostataka. Nužno je koristiti se velikim povećanjima, od 100 do 300 puta. Pogodniji su teleskopi koji imaju objektive većih žarišnih duljina (kutno je povećanje astronomskog teleskopa jednako omjeru žarišne duljine objektiva i okulara), a i objektive većih promjera jer sakupljaju više svjetlosti. No nema smisla da povećanje preraste preko mjere. Tome ima više razloga. Kod velikog povećanja lik planeta je velik pa je osvijetljenost slike mala (jednaka količina svjetlosti raspodjeljuje se na veću površinu). Osvijetljenost slike raste s f – brojem objektiva (to je omjer promjera objektiva i žarišne duljine). Povećamo li žarišnu duljinu da dobijemo veće povećanje, učinit ćemo to na štetu osvijetljenosti. Dakle, kod veće slike mora se fotografska emulzija duže izlagati svjetlosti. Oko pak u većoj slici slabije uočava kontraste. Nadalje, sitnije se pojedinosti gube zbog nemira koji unosi Zemljina atmosfera. Na sliku loše utječe i mutna atmosfera u blizini naselja. 
Glavna prednost oka je u dobroj osjetljivosti i reagiranju. Kako se jasnoća slike brzo mijenja, oko može da izabere trenutak kada je slika najbolja. Na fotografskom će se filmu ekspozicijom od više sekundi naslagati jedna preko druge i dobre i loše slike pa snimka planeta neće biti tako jasna kao lik planeta motren okom. No fotografska je snimka, za razliku od promatranja okom, dokument. Za fotografiranje planeta nema smisla upotrebljavati teleskope koji imaju objektiv manji od 120 mm (refraktor) odnosno 150 mm (reflektor). Vizualna opažanja provode se i s manjim objektivima. Svako promatranje planeta treba popratiti crtežom i kratkim opisom. Vlastite rezultate treba uspoređivati s rezultatima drugih promatrača. Rezultati često znadu biti veoma subjektivni. No iz sličnosti podudarnih rezultata mogu se izvesti i objektivni zaključci.